# Скёрпинг
Скёрпинг (дат. Skørping) — город на севере датского острова Ютландия.
Входил в коммуну Скёрпинг до 2007 года, когда она была объединена с коммунами Нёрагер и Стёвринг в коммуну Ребилль, в состав которой вошёл и Скёрпинг.
Находится на границе леса Рольд. Рядом находится национальный парк «Ребилль». В городе есть две церкви.
Недалеко находится населённый пункт Гаммель-Скёрпинг, или Старый Скёрпинг, в честь которого был назван Скёрпинг.
Скёрпинг был построен в 1860-х годах как железнодорожная станция, начал расширяться в 1890-х годах.
В 2014 и 2017 годах в городе проводились два чемпионата Дании по шахматам.

## Изменение численности населения
| Год  | Количество жителей |
| ---- | ------------------ |
| 1970 | 1677               |
| 1976 | 1972               |
| 1981 | 2016               |
| 1986 | 2015               |
| 1990 | 2051               |
| 1996 | 2098               |
| 2000 | 2338               |
| 2004 | 2610               |
| 2008 | 2785               |
| 2009 | 2835               |